# Кленовый сироп

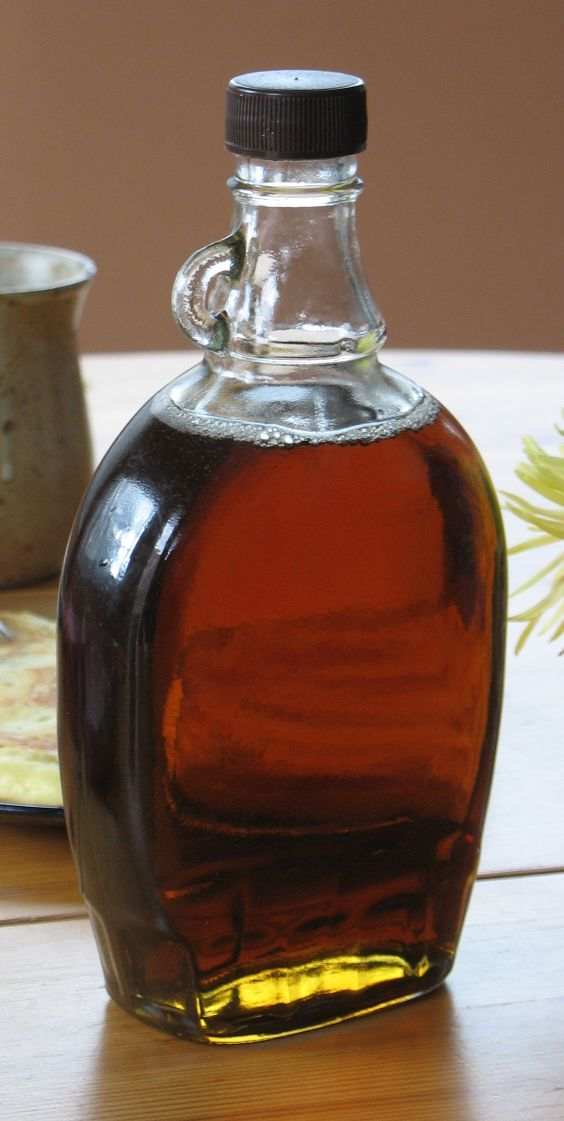
Бутылка кленового сиропа

Клено́вый сиро́п (англ. maple syrup, фр. sirop d’érable) — сладкий сироп из сока дерева сахарного клёна, красного клёна, чёрного клёна, остролистного клёна, ясенелистного клёна или любого другого вида клёна. Часто употребляется в качестве добавки к блинам или вафлям. Также может использоваться в приготовлении многих других блюд, от мороженого до кукурузного хлеба. Кроме того, кленовый сироп используется в качестве ингредиента для приготовления выпечки или десертов. Настоящий кленовый сироп имеет легкий древесный привкус.
Большая часть кленового сиропа в мире производится в Канаде. Второе место занимают США.

## История

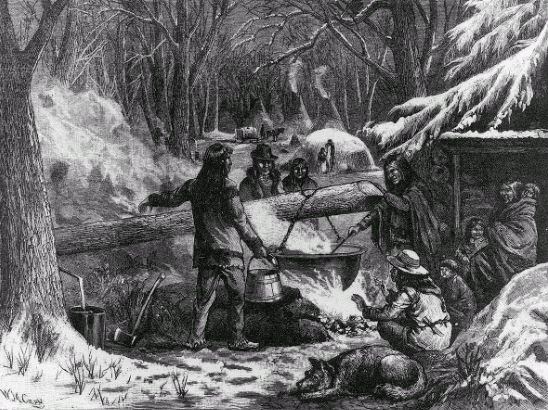
Производство сахара у индейцев на Севере. Иллюстрация XIX века

По ряду исторических свидетельств, кленовый сироп делали индейцы ещё задолго до прибытия в Северную Америку европейских колонизаторов. Упоминания об этом содержатся в устных преданиях этих народов, также об этом свидетельствуют археологические данные. О сфере применения сиропа индейцами достоверных сведений нет. Существует версия, согласно которой он использовался вместо воды для приготовления оленины, подаваемой вождю племени. Существовали ритуалы, связанные с производством кленового сахара: к примеру, праздник Сахарной Луны (первое полнолуние весны) с Танцем Клёна. Вероятно, кленовые сахар и сироп использовались у индейцев в качестве ингредиента при приготовлении еды, на манер принятой у европейцев соли.
У индейского народа алгонкинов кленовый сок считался источником жизненной энергии. Они добывали его обычно в начале весны: с помощью камня на стволах клёнов делались V-образные надрезы, из которых сок переливали в берестяные вёдра, и после очищали: либо выпаривая лишнюю жидкость горячими камнями, либо снимая замёрзшую воду после ночных заморозков.

### Период европейской колонизации

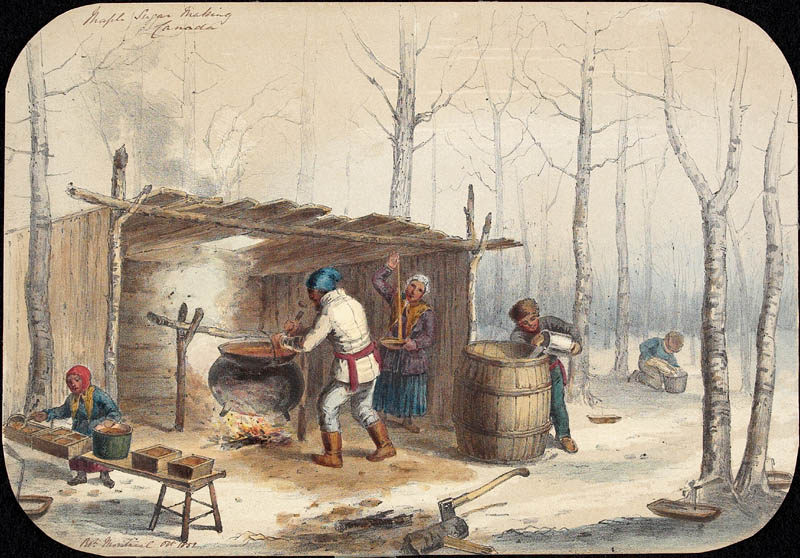
Кригхофф, Корнелиус, «Производство сахара в Канаде». 1852 год

На ранних этапах европейской колонизации Северной Америки новоприбывшие колонисты учились добыче кленового сока у индейцев. Французский путешественник и исследователь Андре Теве писал, что мореплаватель Жак Картье, один из первооткрывателей Канады, пил кленовый сок в своих канадских путешествиях. К концу XVII века европейские поселенцы и торговцы мехом уже достаточно активно занимались сбором кленового сока. Однако их технология его сбора отличалась от индейской: они не надрезали стволы, а сверлили их. В XVII—XVIII веках кленовый сок в Северной Америке использовался преимущественно для производства сахара, поскольку тростниковый сахар приходилось везти из Вест-Индии.
Работы по добыче кленового сока осуществлялись ранней весной, в лесах с преобладанием клёна. В стволах сверлили отверстия (обычно несколько в одном дереве), а в них вставляли деревянные трубки, через которые сок стекал в деревянные вёдра. После наполнения вёдер сок переливали в бочки, которые партиями вывозились из леса на телегах. Процесс сбора сока продолжался, пока сок, вытекающий из ствола, сохранял сладкий вкус. По мере сезонного потепления вкус кленового сока меняется, становясь для большинства людей неприятным (возможно, из-за повышения содержания аминокислот). Заготовленный сок перевозился в бочках в центральный пункт сбора — кленоварню. Уже там в металлических ёмкостях из сока варили на костре кленовый сироп.

### После середины XIX века

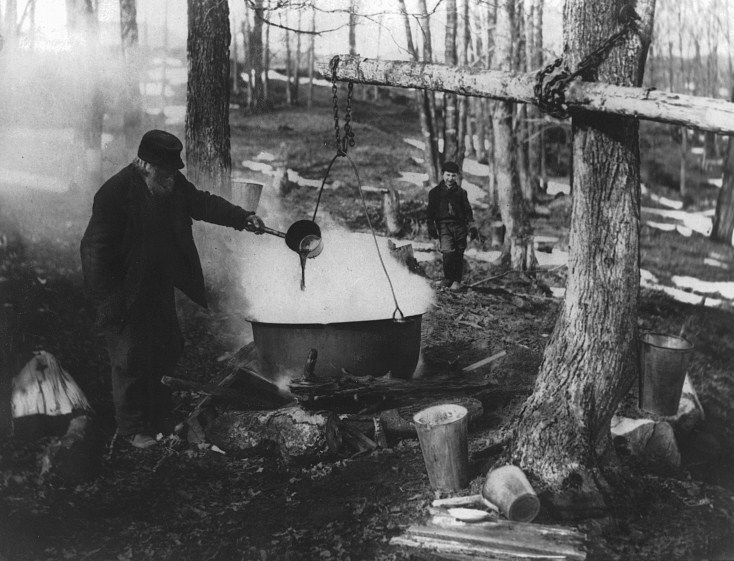
Варка сиропа, провинция Квебек, около 1925 года

Примерно во время Гражданской войны в США (1861—1865 годы) производители кленового сиропа стали использовать большие плоские сковороды из листового металла, поскольку за счёт большей площади поверхности для испарения они были эффективнее. В это же время в США под давлением более дешёвого тростникового сахара значительно снизился спрос на кленовый сахар. Вслед за этим производители стали отдавать приоритет кленовому сиропу. В 1858 году был запатентован первый испаритель для нагревания и концентрирования кленового сока, а в 1872 году был разработан испаритель из двух котлов, в котором время кипения было значительно меньше. Позднее, около 1900 года, конструкцию котлов усовершенствовали, добавив к ним дымогарные трубы, которые начинались от дна сковороды, что также ускоряло процесс кипения.

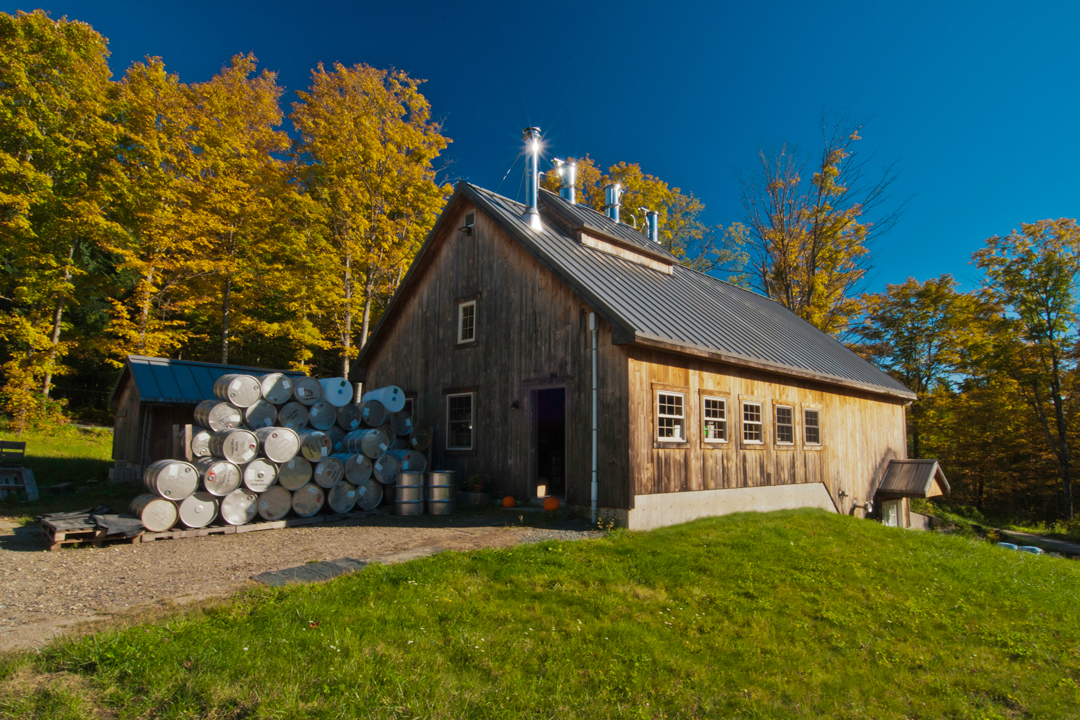
Кленоварня в штате Вермонт

В XX веке для добычи сока из деревьев стали использоваться пластиковые трубки, а на смену вёдрам при сборе сока пришли полиэтиленовые пакеты. Для вывоза сока из леса стали использовать тракторы. Некоторые производители применяли для транспортировки сока металлические трубопроводы, но этот метод не получил широкого распространения. В 1970-е годы были усовершенствованы системы пластиковых труб: сок теперь поступал из ствола дерева под низким давлением напрямую в испарительный чан. Также стали применяться вакуумные насосы для снижения температуры кипения, системы утилизации тепла выходящего пара, и системы обратного осмоса для повышения концентрации сока.
В 2009 году исследователи из Вермонтского университета разработали новый способ создания отверстия в стволе клёна, который не допускает обратного затока сока в ствол, предотвращая его бактериальное загрязнение и преждевременное естественное заживление отверстия в процессе сбора сока.

## Технология производства

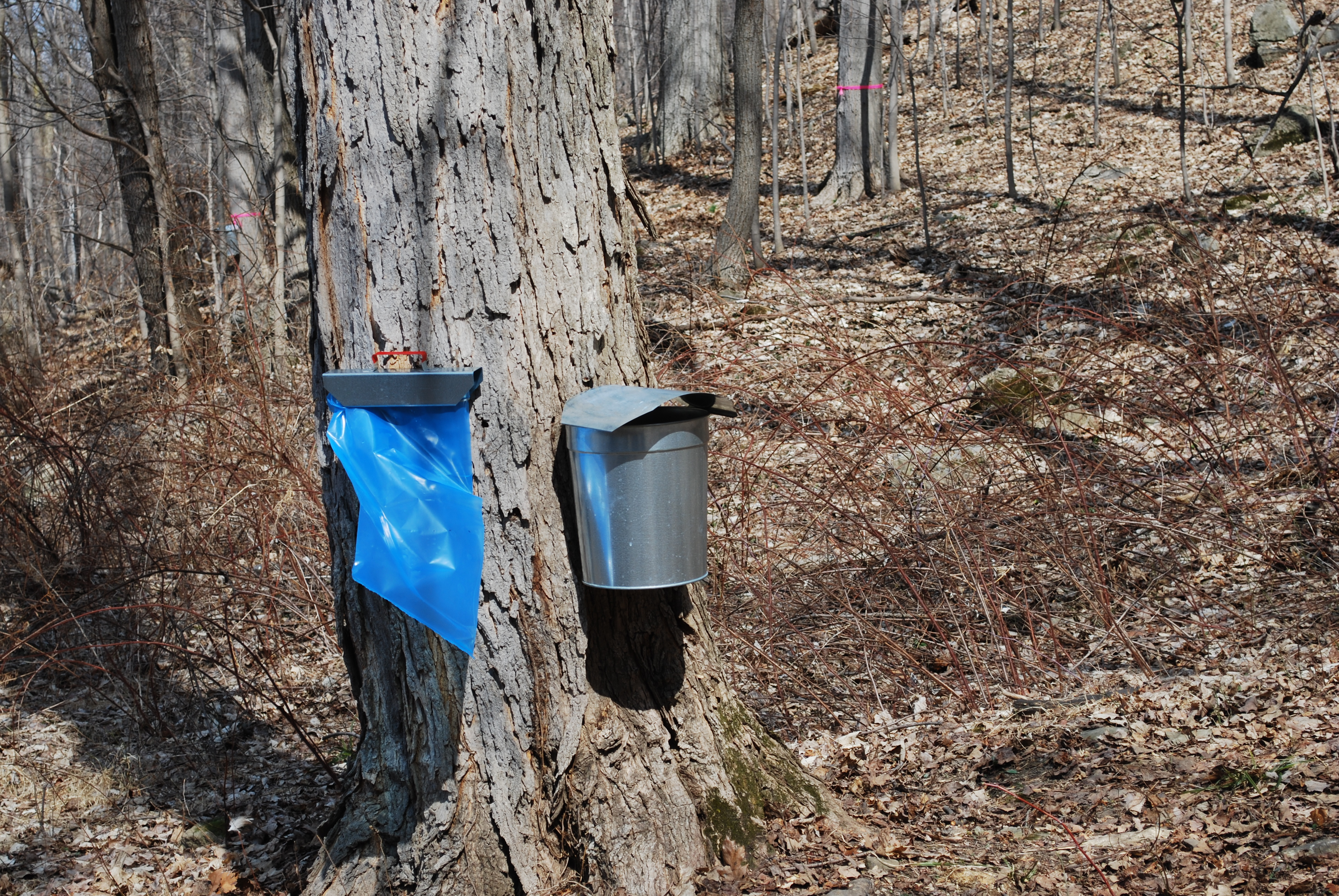
Традиционное вёдро и пластиковый пакет для сбора сока

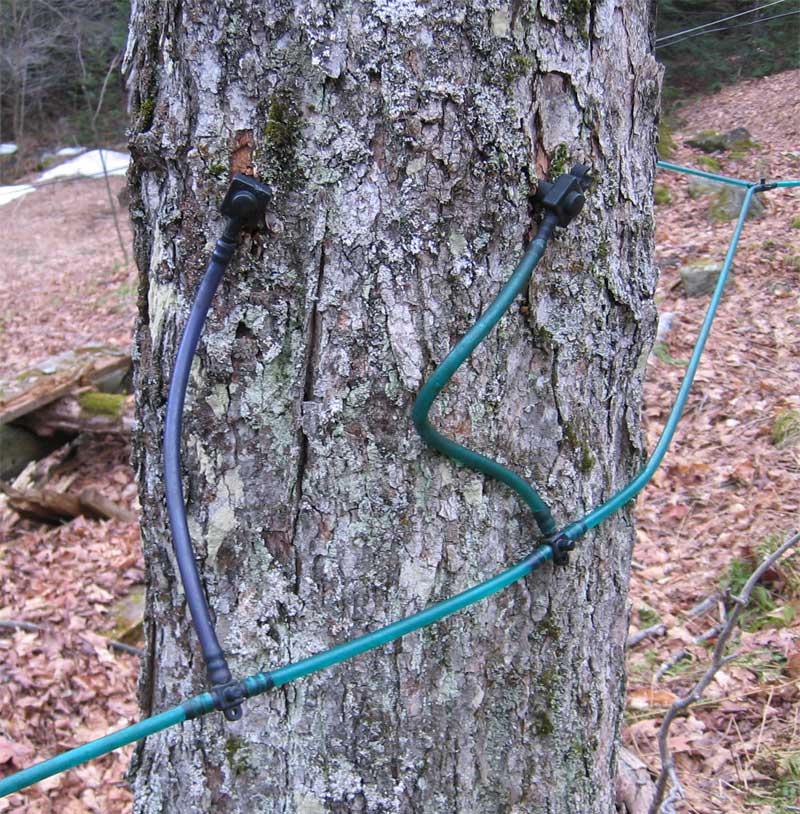
Сбор кленового сока из ствола пластиковыми трубками

Основные виды клёнов, применяемые для производства кленового сиропа, — это клён сахарный (Acer saccharum), клён чёрный (Acer nigrum), клён красный (Acer rubrum), клён остролистный (Acer platanoides). Эти виды используют из-за высокого (2—5 %) содержания сахара в их соке. Реже используются клён ясенелистный (Acer negundo), клён серебристый (Acer saccharinum) и клён крупнолистный (Acer macrophyllum).
Для сбора кленового сока обычно используются клёны возрастом от 30 до 100 лет. В Северной Америке в среднем одно дерево даёт от 35 до 50 литров сока в сезон и до 12 литров в день. В зависимости от погоды сезон сбора кленового сока длится от четырёх до восьми недель и приходится на март и начало апреля в Канаде и конец января и апрель в США. Изредка применяется и практика сбора кленового сока осенью. Наиболее благоприятными условиями для сбора считается погода, при которой ночная температура опускается ниже нуля, а днём поднимается до 3-7° или лучше 10 °C. Для сбора сока в стволе дерева сверлят отверстия диаметром около 8 мм (5/16") и глубиной 2-5 см и вставляют в них трубки (в зависимости от толщины ствола — 1-2 на одно дерево), по которым стекает сок. Раньше у каждого дерева была своя ёмкость для сбора сока, сейчас в промышленных системах по сбору сока все клёны на участке соединены сокопроводами, по которым сок без загрязнения стекает в специальный сокоприёмник, а из него на специально оборудованную базу в лесу.

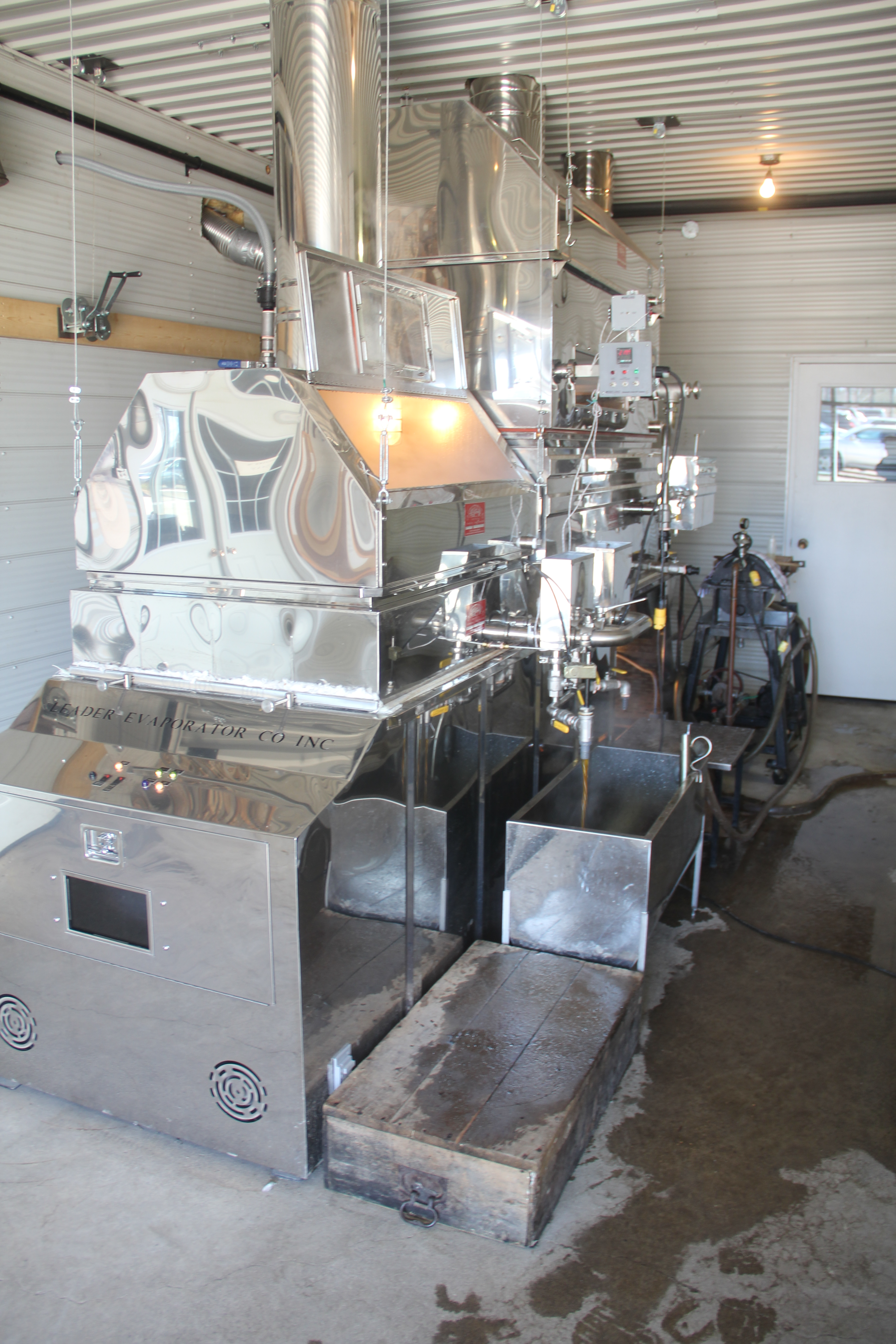
Современный выпариватель

Методы варки кленового сиропа в испарительных чанах претерпели значительные усовершенствования с колониальных времён, но в общих чертах остаются без изменений. На кленоварне сироп получают путём кипячения кленового сока на открытом огне при температуре примерно на 4-7⁰C выше точки кипения воды. В среднем 1 литр сиропа получают из 20—80 (в зависимости от концентрации) литров сока. При содержании сахара 1,5 % для получения 1 литра сиропа требуется переработать 57 литров сока, а при 3,5 % — 25 литров. Концентрация сахара может варьироваться даже в пределах партии сока, собранной из одного дерева. Кипячение сиропа необходимо контролировать, чтобы не допустить как его кристаллизации при слишком долгой варке, так и недостаточной варки, при которой он получается водянистым. Готовый сироп должен иметь плотность 66⁰ по шкале Брикса. Затем сироп фильтруется для удаления осадка сахарного песка. На современных производствах используется также метод обратного осмоса, позволяющий ещё до выпаривания отделить примерно 90 % воды. В таком концентрированном соке ещё до варки доля сухих веществ составляет уже 12-15 %, и его можно превратить в сироп гораздо быстрее и с меньшей тратой энергии.
Сироп сортируется и разливается (обычно при температуре от 82⁰C) в упаковки (стеклянные, пластиковые, металлические), которые после запечатывания обычно переворачиваются для стерилизации крышки горячим сиропом. Сироп можно нагревать дольше и подвергать дальнейшей обработке для создания других продуктов: к примеру, кленовых масел или конфет. Также в кленовый сироп при производстве могут добавляться ароматизаторы. В Канаде действуют правила упаковки кленового сиропа, согласно которым любая тара, в которой продаётся кленовый сироп, должна быть заполнена им не менее, чем на 90 %, а также должна быть новой, если её ёмкость не превышает 5 литров.

## Производство в мире

Регионы Канады и США, лидирующие по производству кленового сиропа

До 1930-х годов лидером по производству кленового сиропа были США. В наше время лидером является Канада, на долю которой в 2019 году приходится около 75 % мирового производства. В 2019 году в Канаде было произведено 49,97 млн литров (13,2 млн галлонов) кленового сиропа (на 35 % больше, чем в 2018; рекорд за всё время). Общая стоимость произведённого сиропа составила 517,5 млн канадских долларов, на экспорт ушло продукции на 430 млн канадских долларов. Основными импортёрами канадского кленового сиропа являются США (62 % в 2019 году), Германия (10 %), Япония (5 %), Великобритания (5 %),Австралия (5 %) и Франция (4 %). Большая часть (91 %) канадского производства кленового сиропа приходится на провинцию Квебек. Также производится он в провинциях Нью-Брансуик (4,8 %), Онтарио (4,1 %) и Новая Шотландия (0,5 %). Урожай 2020 года окажется меньше из-за пандемии COVID-19, помешавшей сбору сока. В канадских провинциях Квебек и Онтарио сок добывают в основном из клёна сахарного, клёна красного и клёна серебристого, в Манитобе и Саскачеване производят кленовый сироп из сока клёна ясенелистного, который имеет несколько иной вкус. В провинции Британская Колумбия — из сока клёна крупнолистного. В Квебеке с 1966 года действует частная Федерация производителей кленового сиропа, которая регулирует производство, продвижение и продажу сиропа в провинции, участвует в мероприятиях, направленных на расширение мирового рынка кленового сиропа, а также содержит Глобальный стратегический резерв кленового сиропа. По данным на 2016 год, в Канаде было 11468 производителей кленового сиропа, в числе в Квебеке — 7863 производителей, в Онтарио — 3003, а в Нью-Брансуике — 212.

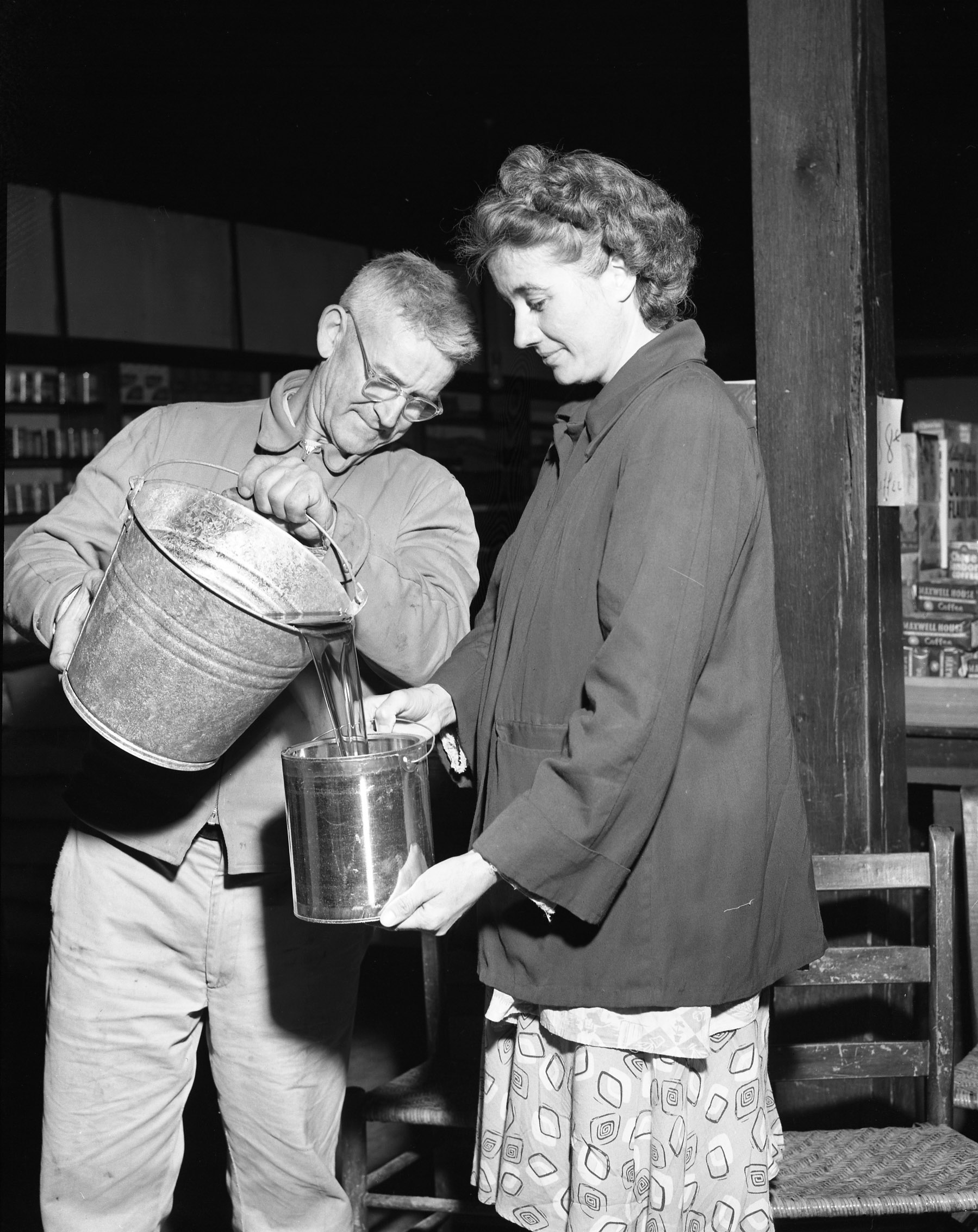
Перелив сока, фото ок. 1955 года

В США, на долю которых в 2019 году приходилось 24 % мирового производства, при этом 50 % кленового сиропа производится в штате Вермонт (7,84 млн литров, или 2,07 млн галлонов). За ним следуют Нью-Йорк (3,1 млн литров, или 820 тыс. галлонов), Мэн (1,97 млн литров, или 520 тыс. галлонов)) и Висконсин (1,22 млн литров, или 270 тыс. галлонов). Ещё в трёх штатах — Нью-Гэмпшире, Мичигане и Пенсильвании — в 2019 году было произведено более чем по полмиллиона литров кленового сиропа. Из-за глобального потепления срок сокодвижения у клёнов в США с 1870 года уже сократился на неделю. Прогнозируют, что из-за изменения климата период сбора сока в будущем станет ещё короче (а с ним упадёт и количество извлекаемого сока), а также уменьшится общее число деревьев (в западных штатах США насчитывается около 9 млрд клёнов, пригодных для извлечения сока). Климатические модели указывают, что к рубежу 2100 года в США станет невозможно собирать кленовый сок
В небольших объёмах кленовый сироп производится в Японии и Южной Корее. При этом в Корее часто употребляют в качестве напитка кленовый сок, не перерабатывая его в сироп.
В России, где широко распространены остролистный и ясенелистный клёны, первые эксперименты по производству кленового сиропа начались в 2015 году. На 2019 год крупнейшая промышленная кленоварня расположена в Пензенской области: на 1800 га растут около 100 тысяч деревьев, преимущественно клёнов остролистных. В 2019 году со 100 га посадок с середины марта по вторую половину апреля было изготовлено 20 тонн сиропа. В России в зависимости от погодных условий сок добывают с конца января по конец апреля, получая в среднем 1 литр сиропа из 60 литров сока. В октябре 2018 года в Санкт-Петербурге прошёл Первый европейский фестиваль кленового сиропа, в рамках которого был проведён конкурс дегустации кленовых сиропов, произведённых за пределами Северной Америки.

## Система классификации сиропа в Канаде и США

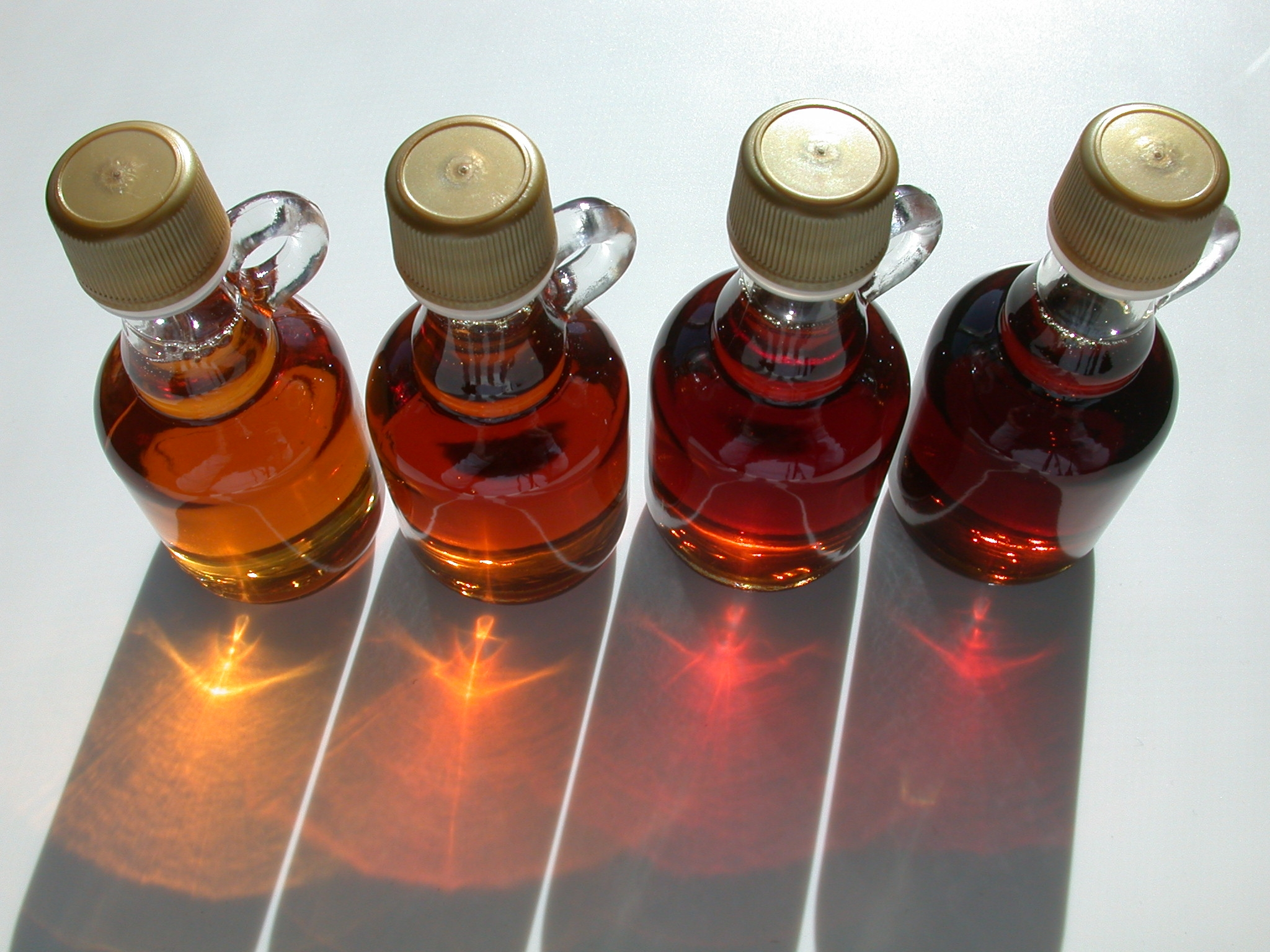
Сиропы различных сортов

До 2016 года в Канаде и США не было единого стандарта классификации и оценки качества кленового сиропа, так как они были отдельными у каждой провинции и штата. Разработкой нового стандарта занимался Международный институт кленового сиропа. Система оценок кленового сиропа была принята в Сенате и Палате представителей США в 2013 году, а затем постепенно вводилась в нескольких штатах, с 2016 года став обязательной для всех Соединённых Штатов и Канады. Действующая система маркировки имеет следующий вид:
- Марка А. Сироп должен иметь однородный цвет и консистенцию, не иметь неприятного привкуса и осадка. Такой сироп может свободно продаваться и употребляться в пищу.
- Недостаточно переработанный сироп (англ. Processing grade). Такой сироп может иметь осадок, неприятный запах или привкус. Его можно употреблять в пищу, но его розничная продажа не допускается. Может использоваться для производства продуктов питания.
- Некачественный сироп (англ. Substandard). Такая оценка даётся сиропу, не удовлетворяющему критериям, применимым к классу processing grade.

Кленовый сироп марки А, разделяется на четыре сорта: золотой, янтарный, тёмный и очень тёмный. Классификация этих сортов зависит от его уровня способности пропускать свет. Золотой сироп должен иметь коэффициент пропускания не меньше 75 %, янтарный — от 50 % до 75 %, тёмный — от 25 % до 50 %, очень тёмный — менее 25 %. Как правило, золотые и янтарные сиропы имеют более мягкий вкус, а тёмные и очень тёмные — более насыщенный кленовый, и они обычно не употребляются в пищу сами по себе, а используются для приготовления выпечки.

## Пищевая ценность и кулинарное применение
Основным ингредиентом в кленовом сиропе является кленовый сок, содержащий сахарозу и воду, а также глюкозу и фруктозу. 100 грамм кленового сиропа имеют пищевую ценность около 260 килокалорий. Не содержит большого количества белков и жиров, содержание микроэлементов также, как правило, достаточно низкое. Сироп содержит большое количество летучих органических соединений, в том числе ванилин, ацетоин и пропаналь. На данный момент точно неизвестно, какие соединения создают характерный вкус кленового сиропа, однако запах создают преимущественно фураноны и мальтол. При исследовании состава кленового сиропа также было обнаружено новое органическое соединение — квебекол, получившее название по провинции Квебек.
Министерство сельского хозяйства и продовольствия Канады разработало «цикл вкуса», в котором описывается 91 аромат, который может присутствовать в кленовом сиропе. Ароматы делятся на 13 подвидов: ванильные; жгучие; молочные; фруктовые; цветочные; пряные; чужеродные, возникшие вследствие брожения; чужеродные, возникшие из окружающей среды; кленовые; кондитерские; травянистые; злаковые; древесные.
Кленовый сироп широко используется в качестве начинки для блинов, вафель и печенья; для ароматизации различных продуктов — таких, как оладьи, мороженое; в качестве подсластителя для мюсли, яблочного пюре, цукатов, хлеба, пирогов, пирожных, чая и кофе.
В качестве заменителей кленового сиропа могут использоваться сиропы с кленовым вкусом, но при этом имеющие дополнительные ингредиенты. Американские и канадские законы запрещают им давать названия, содержащие слово «клён», если они содержат менее 10 % натурального кленового сиропа, поэтому, как правило, они носят названия «вафельный сироп», «блинный сироп», «столовый сироп» и тому подобные. В них основным ингредиентом обычно является кукурузный сироп с высоким содержанием фруктозы.

## Историческое и культурное значение

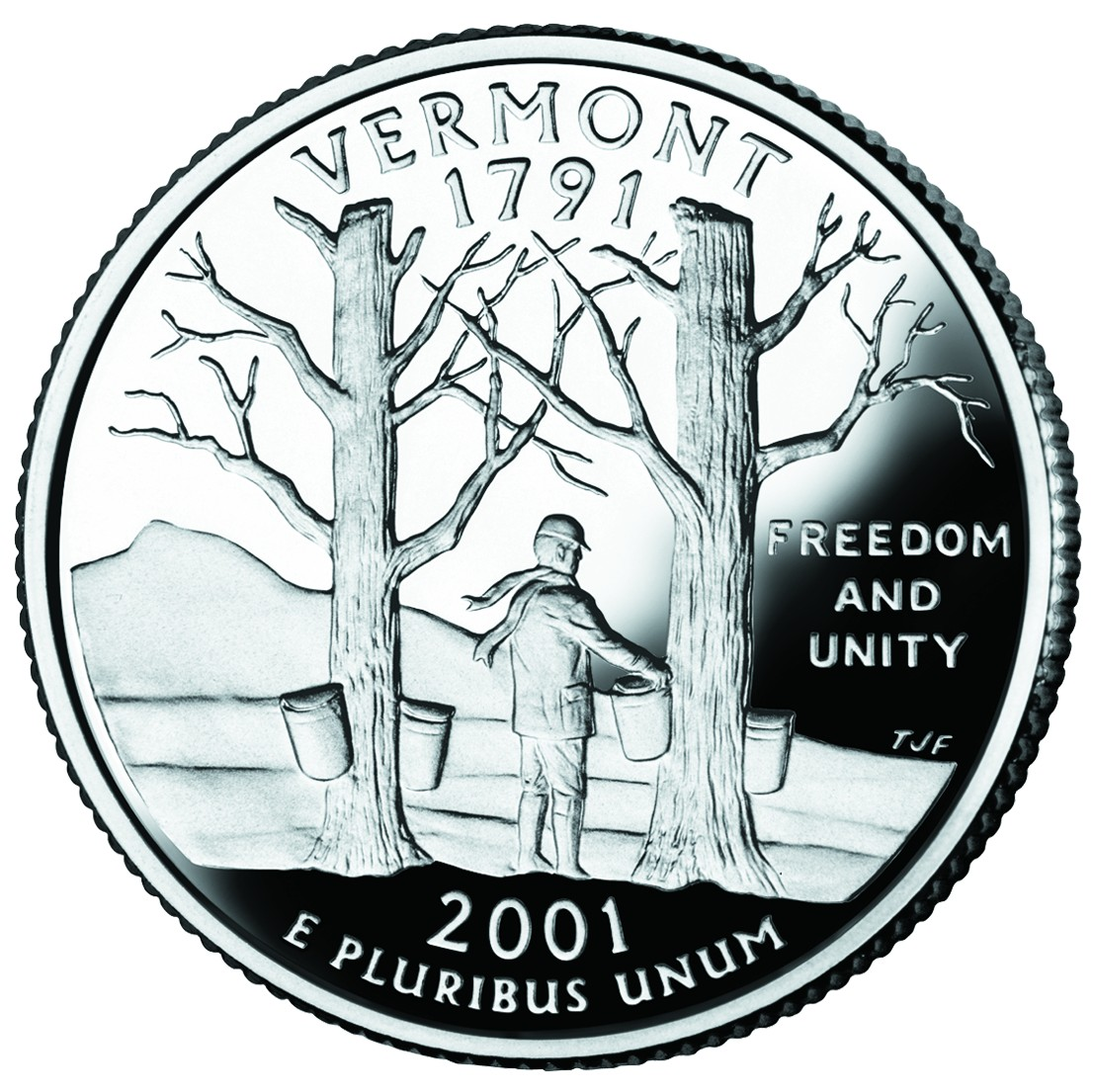
Двадцатипятицентовик штата Вермонт, 2001

Клён и изделия из него являются одним из символов Канады. В частности, лист сахарного клёна изображён на флаге Канады. Также это дерево является символом американских штатов Вермонт, Висконсин, Западная Виргиния и Нью-Йорк. Сцена сбора кленового сока изображена на реверсе памятной монеты в 25 центов штата Вермонт, выпущенной в 2001 году.
В XIX веке кленовый сахар и кленовый сироп широко использовались американскими аболиционистами, поскольку большая часть тростникового сахара производилась силами рабов Юга. Во время Второй мировой войны, по причине продовольственного нормирования, жителям северо-восточных штатов США рекомендовалось расширить свой сахарный рацион, подслащивая продукты кленовыми сахаром и сиропом.